# Werner Bergmann (Heimatforscher)
Werner Bergmann (* 15. Januar 1953 in Kirchenlamitz) ist Lokal- und Regionalhistoriker, ehrenamtlicher Stadtarchivpfleger von Kirchenlamitz und Kreisarchivpfleger für Wunsiedel-Nord.
Werner Bergmann beschäftigt sich mit der allgemeinen Geschichte des Landkreises Wunsiedel im Fichtelgebirge und des Fürstentums Bayreuth. Er realisiert Forschungsarbeiten und Ausstellungen zur Geschichte der Stadt Kirchenlamitz in nahezu allen Bereichen. Bücher, Fachschriften und Aufsätze, sowie Vorträge und Führungen sind Ergebnisse seiner Arbeit. Des Weiteren zählen zu seinen Interessen Fachbeiträge, Ausstellungen und Verbandsarbeit im Bereich der Phaleristik – der Historischen Hilfswissenschaften, die Lehre von den Orden und Ehrenzeichen aller Länder und Zeiten – mit Schwerpunkt Pfalzbayern, Kurfürstentum und Königreich Bayern.

## Geschichtsforschung in Kirchenlamitz
Werner Bergmann war in den Jahren von 1987 bis 2005 im Arbeitskreis Heimatkunde/Stadtarchiv als Gründer und Mitarbeiter aktiv und leitet seit 2005 den Arbeitskreis Kultur und Heimatpflege in Kirchenlamitz. Er gründete 1991 die heimatkundlichen Schriftenreihe Die Krebsbacker und ist seitdem Autor und Redakteur. Zu den Jubliäen der Orte Niederlamitz (1998), Epprechtstein (1998), der Stadt Kirchenlamitz mit 14 Projekten (1999) und Dörflas bei Kirchenlamitz (2003) erstellte er Konzepte und stand beratend zur Verfügung. Seit 2003 arbeitet er im Arbeitskreis Tourismus mit. Er leitete den Arbeitskreis Königin Luise-Sommer 2005, Festspiel am Luisentisch. Als Mitglied publizierte er Beiträge beim Historischen Verein für Oberfranken und im Colloquium Historicum Wirsbergense. Für den Fichtelgebirgsverein war er von 2007 bis 2013 Referent für Schrifttum. Von 2008 bis 2013 übernahm er Redaktion und Leitung der Schriftenreihen Das Fichtelgebirge und Unser Fichtelgebirge. Seit 2009 ist er ehrenamtlicher Archivpfleger der Stadt Kirchenlamitz und seit 2013 des Evangelischen Kirchenarchiva. Im Jahr 2012 übernahm er die Aufgabe des Kreisarchivpflegers für den Archivsprengel Wunsiedel-Nord.

## Mitarbeit in der Deutschen Gesellschaft für Ordenskunde – Phaleristik
Werner Bergmann war von 1992 bis 2001 im Institut für bayerische Ordenskunde tätig. Eines seiner Forschungsgebiete ist der Deutsche Krieg (1866). Er war an der Gründung des Heimatmuseums im thüringischen Roßdorf beteiligt und begleitete die Entwicklung von 1986 bis 1996. 1992 entstand das Bayern-Denkmal in Roßdorf.
Als Mitglied der Deutschen Gesellschaft für Ordenskunde e. V. (DGO) veröffentlichte er seit 1975 Bücher und Fachaufsätze, darunter 1996 die Fachschrift Von der Bürgermeistermedaille zur Amtskette. Von 1998 bis 2002 war er gewählter Erster Vizepräsident und infolge Ablebens des Präsidenten 2001 bis 2002 zeitweise amtierender Präsident der DGO.

## Ehrungen (Auswahl)
- Ehrenbürger der Stadt Kirchenlamitz (18. Oktober 2018)
- Verdienstkreuz am Bande des Verdienstordens der Bundesrepublik Deutschland (12. Januar 2005)
- Silberne Verdienstmedaille der Stadt Kirchenlamitz (Erstmalige Verleihung, 27. März 2003)
- Ehrenmedaille des Landkreises Schmalkalden-Meiningen für verdienstvolle Bürger (2002)
- Von Hessenthal-Preis für Phaleristik für hervorragende publizistische Leistungen in der Phaleristik (BDOS, 1997)
- Verdienstmedaille am Bande, Deutsche Gesellschaft für Ordenskunde – höchste Stufe (2016)

## Bibliografie (Auswahl)
- 750 Jahre Burg Epprechtstein. Die Geschichte von Burg und Amt Epprechtstein/Kirchenlamitz. Verlag der Stadt Kirchenlamitz, 1998.
- 600 Jahre Niederlamitz. Die Chronik einer Landgemeinde 1398–1998. Stadt Kirchenlamitz 1998.
- Rätsel um ein altes Deckengewölbe.  Auf der Suche nach neuen Erkenntnissen zu 16 spätmittelalterlichen Ordenszeichen. In: Orden und Ehrenzeichen – Das Magazin für Sammler und Forscher. BDOS-Jahrbuch 2001.
- Das Kriegsende 1945 im Landkreis Wunsiedel im Fichtelgebirge. Eine Dokumentation der militärischen Ereignisse. Wunsiedel, 2005, ISBN 3-980-59202-2
- Die verschwundene Siedlung Lauterbach. In: Der Siebenstern. Heft 4/2011. S. 190.